# 일본화물철도 HD300형 하이브리드 기관차
HD300형 하이브리드 기관차(일본어: JR貨物HD300形ハイブリッド機関車)는 일본화물철도가 2010년에 제작한 하이브리드 기관차이다.

## 개요
이 기관차는 지금까지 입환용 기관차로 사용했던 DE10형 액압식 디젤 기관차 등 구 일본국유철도에서부터 승계된 기관차를 대폐차하기 위해 개발되었다. 영업을 목적으로 제작한 것은 아니며, 앞으로 일본 각지에서 시험 주행을 실시해서 다양한 조건 아래 차량으로서의 성능을 확인한 후 양산될 예정이다.
디젤 발전기를 동력원으로 하는 전기식 디젤 기관차와 축전지 (리튬 이온 전지)를 동력원으로 하는 축전지 기관차의 2가지의 요소를 겸비하는 하이브리드 기관차에 속하며, 상황에 따라서 구동력이 될 모터의 동력원을 디젤 발전 또는 축전지로 바꿀 수 있는 기능을 갖추고 있다. 또한, 회생 제동을 채용하고 있다.

## 파생형
도시바에서는 이 기관차를 기반으로 HDB 800형 하이브리드 기관차를 개발했고, 독일에서 도입할 예정이다.